# Großbreitenbach (Ortsteil)
Großbreitenbach ist ein Ortsteil der gleichnamigen Landgemeinde Stadt Großbreitenbach und ein staatlich anerkannter Erholungsort im Ilm-Kreis in Thüringen.

## Geografie
Großbreitenbach liegt im Thüringer Schiefergebirge knapp 50 Kilometer südlich von Erfurt und etwa 15 Kilometer südöstlich von Ilmenau zwischen dem Langen Berg im Norden, dem Tal der Schwarza im Südosten und dem Rennsteig im Südwesten. Der Ortsteil Großbreitenbach liegt in rund 600 Metern Höhe auf einer Hochfläche oberhalb des Schwarzatals, ebenso wie die nordöstlichen Ortsteile Böhlen, Gillersdorf, Friedersdorf, Wildenspring, Willmersdorf, Herschdorf und Allersdorf. Westlich von Großbreitenbach liegen die Ortsteile Altenfeld (im Tal der Oelze) und Neustadt mit dem Weiler Kahlert direkt auf dem Kamm des Gebirges am Rennsteig.

## Geschichte

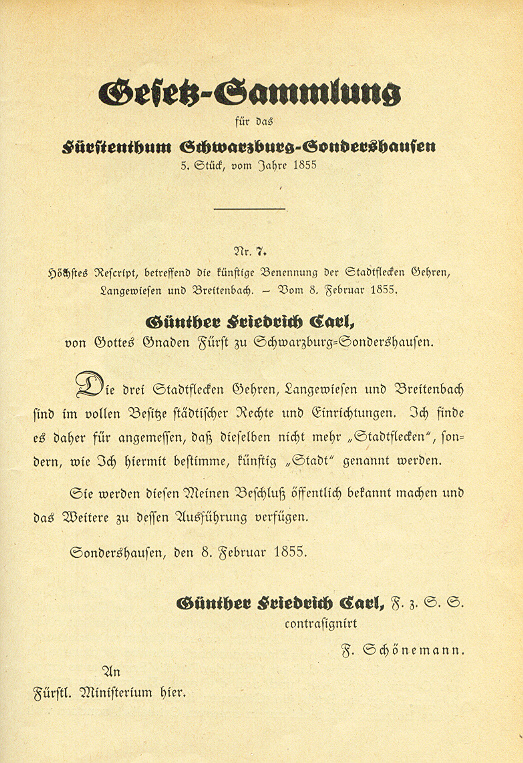
Stadtrechts-Urkunde von 1855

Großbreitenbach wurde 1399 erstmals erwähnt. Damals trug der Ort den Namen Breytenbach. Die Deutung des Namens gibt kaum Rätsel auf. Die ersten Siedler siedelten wahrscheinlich in der Nähe des heute gleichnamigen Baches in breiter Fläche. Möglich ist auch die Deutung aus dem mittelhochdeutschen gebreite als Ackerbreite oder Acker. Aufgrund der geografischen Gegebenheiten kann dies aber fast gänzlich ausgeschlossen werden.
Es wird von ersten Siedlungen im Jahre 1150 gesprochen, die aber sehr wahrscheinlich als falsch angenommen werden können, denn in einer Urkunde der Schwarzburger Grafen aus dem Jahre 1190 fehlt in diesem Gebiet jede Erwähnung.
Im Jahre 1550 wurden dem Ort dann die Marktrechte verliehen. 1621 wurde Großbreitenbach zum Flecken erhoben und 1855 wurde es schließlich Stadt. 1848 wurde hier im Zuge der Märzrevolution der fünfte Thüringer Volkstag durchgeführt. Der Schützenverein der Stadt wurde bereits 1603 gegründet. Er ist somit der älteste Verein der Stadt. Seit 1645 ist ein Pfarrhaus in Großbreitenbach bekannt. 1660 wurde eine erste Apotheke von Johann-Matthias Mylius eröffnet. Seit 1777 gab es auch in Großbreitenbach Porzellanherstellung. Sie existiert jedoch heute nicht mehr. Im Jahr 1868 wurde Großbreitenbach von einem Stadtbrand großteils zerstört.
Die Eisenbahn erreichte die Stadt 1883 durch die Strecke Ilmenau–Großbreitenbach. Das neue Großbreitenbacher Schulgebäude wurde 1912 eröffnet. 1915 wurde ein großes Glaswerk für Hohlglas erbaut. Es stand am Katzstein. Bis 1918 gehörte der Ort zur Oberherrschaft des Fürstentums Schwarzburg-Sondershausen.
Zu Beginn der Zeit des Nationalsozialismus im Juli 1933 wurden 60 politische Gegner verhört, nochmals am 12. Oktober, wobei sich brutale Prügelszenen abspielten. Insgesamt wurden 46 Bürger Opfer politischer Verfolgung.
Während des Zweiten Weltkrieges mussten 400 Frauen und Männer, vorwiegend aus der Sowjetunion, Zwangsarbeit verrichten: im Glas- und Metallwerk Carl Lincke, in der Zigarrenfabrik Carl Jul. Klein, im Sägewerk Carl Macholdt, in der Hohlglasindustrie Hermann Bulle, im Glaswerk Wiegand & Schmidt, in der Firma Siemens & Halske und im Forstamt.
Am 11. April 1945 wurde die Stadt kampflos an die Truppen der US Army übergeben und damit Zerstörungen und zu erwartende Todesopfer verhindert. 1959 wurde der Campingplatz der Stadt eröffnet. 1965 eröffnete man ein Trainingszentrum für Biathlon, in dem auch Peter Sendel und die Geschwister Andrea und Manuela Henkel ihre ersten Trainingseinheiten absolvierten. 1984 wurde das Schulgebäude am Markt 13 umgebaut und als Haus 2 des Rathauses genutzt. Hier befindet sich heute die Ortsbibliothek von Großbreitenbach.
1994 kam Großbreitenbach zum Ilm-Kreis und wurde Mitglied der Verwaltungsgemeinschaft Großbreitenbach. Diese wurde am 1. Januar 2019 im Rahmen der Gebietsreform in die Stadt und Landgemeinde Großbreitenbach umgewandelt.

### Einwohnerentwicklung
Entwicklung der Einwohnerzahl (ab 1994: 31. Dezember):
| - 1530: 0550 - 1843: 2.402 - 1895: 2.830 - 1910: 3.255 - 1939: 4.070 - 1955: 4.385 - 1977: 4.244 - 1989: 3.789 | - 1994: 3.338 - 1995: 3.317 - 1996: 3.220 - 1997: 3.298 - 1998: 3.195 - 1999: 3.181 - 2000: 3.136 - 2001: 3.120 | - 2002: 3.079 - 2003: 3.022 - 2004: 2.963 - 2005: 2.895 - 2006: 2.786 - 2007: 2.751 - 2008: 2.733 - 2009: 2.700 | - 2010: 2.688 - 2011: 2.647 - 2012: 2.636 - 2013: 2.600 - 2014: 2.618 - 2015: 2.615 - 2016: 2.615 - 2017: 2.582 - 2018: 2.573 |

Datenquelle ab 1994: Thüringer Landesamt für Statistik

## Politik

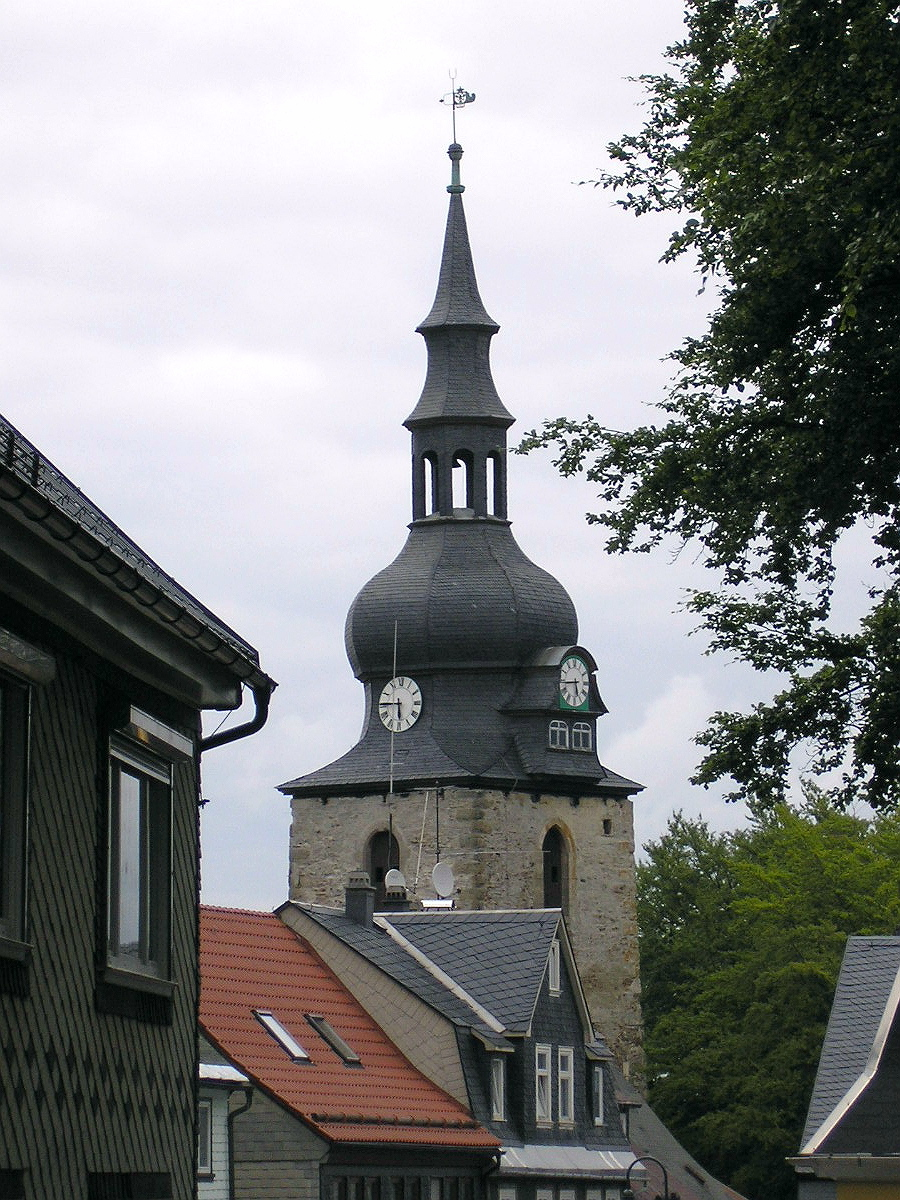
„Johannisturm“ (Glockenturm im Stadtzentrum)

### Ortschaftsrat
Der Ortschaftsrat für Großbreitenbach wurde erstmals zu den Kommunalwahlen in Thüringen am 26. Mai 2019 gewählt. Zuvor hatten seit der Bildung der Landgemeinde Großbreitenbach die ehemaligen Mitglieder des Stadtrates von Großbreitenbach als Ortschaftsräte fungiert.
Dem Ortschaftsrat gehören die folgenden 10 Mitglieder sowie der Ortsteilbürgermeister an:

- CDU/UL (CDU/Unabhängige Liste): 4 Sitze
- GBB 2000 (Großbreitenbach 2000): 3 Sitze
- UWG (Unabhängige Wählergemeinschaft): 3 Sitze

### Bürgermeister / Ortschaftsbürgermeister
Der frühere ehrenamtliche Bürgermeister von Großbreitenbach, Hans-Jürgen Beier, fungierte nach dem Ende seiner Amtszeit ab dem 19. September 2018 bis zum 31. Dezember 2018 als „Beauftragter der Stadt Großbreitenbach“. Am 13. Dezember 2018 wurde Volker Hertwig zum 1. Beigeordneten gewählt. Er nahm ab dem 1. Januar 2019 bis zum Amtsantritt des neu gewählten Ortschaftsbürgermeisters dessen Aufgaben wahr.
Am 26. Mai 2019 wurde während der Kommunalwahl in Thüringen auch der neue Ortschaftsbürgermeister für Großbreitenbach bestimmt. Von den zwei Bewerbern wurde für eine fünfjährige Amtszeit mit 64,8 % der abgegebenen gültigen Stimmen Nico Röser (CDU/UL) gewählt.
ehemalige Bürgermeister (unvollständige Auflistung)
- 1863–1893 Wilhelm Bertram
- 1989–1990 Frank Kuschel[10]
- 1990–1992 Albin Hirneiß
- 1992–1999 Bernhard Gorshöfer
- 1999–2012 Petra Enders
- 2012–2018 Hans-Jürgen Beier
- 2019 Volker Hertwig (amtierend)

### Wappen
Blasonierung: „In Silber aus einem grünen mit drei goldenen Blumen belegten Dreiberg wachsend ein Wilder Mann mit Laubkranz und Laubschurz, in der Rechten ein blaues Malschloss, in der erhobenen Linken zwei dazugehörige blaue Schlüssel.“
Das Wappen entstammt einem Gemeindesiegel aus dem 16. Jahrhundert mit der Umschrift S. DER GEMEIN ZU BREIDENBACH V.D.D.W. (=uff dem Doringer Walde). Das eigenartig gestaltete Mal- und Anwurfschloss wird noch heute im Rathaus aufbewahrt. In einer Jahrmarktspredikt des Pfarrers Holtzhey aus dem Jahre 1702 wird ein Hinweis zu einem „ruhmwürdigen Wald-Mal-Schloß“ gegeben; es sei notwendig gewesen, die Landstraße durch den Thüringer Wald zu verschließen bzw. zu verwahren, damit nicht jedermann habe durchkommen können. Der Wilde Mann scheint ein Hinweis auf die Fürsten von Schwarzburg zu sein, der Dreiberg deutet auf die Lage der Stadt im Thüringer Wald hin, die Blüten erinnern an das Heilkräutersammeln.

### Städtepartnerschaften
- Seit 1990 besteht eine Partnerschaft mit der Gemeinde Mörlenbach in Hessen.
- Eine weitere wird seit 2000 mit dem Ort Breitenbach im Kanton Solothurn in der Schweiz gepflegt.

## Kultur und Sehenswürdigkeiten
Der Alte Turm (auch Johannisturm) ist der Überrest der 1753 eingestürzten Johanniskirche, die 1570 erbaut wurde. Der Ersatzbau, die St.-Trinitatis-Kirche von 1680/90 ist die größte Holzfachwerkkirche Thüringens und weist spätgotische Altäre und Barockstatuen auf. Sehenswert sind außerdem das Rathaus mit dem Fürstenbrunnen am Markt sowie das Thüringer Kloßpressenmuseum.
Das Großbreitenbacher Schwimmbad zählt mit einer Wasserfläche von 4000 m² zu den größten Freibädern der Region. Unmittelbar angrenzend gibt es auch einen Campingplatz.
Ein Denkmal aus dem Jahr 1965 an der Ecke Süd-/Parkstraße neben der Schule, die zu DDR-Zeiten den Namen Theodor Neubauers trug, erinnert an alle Opfer des Faschismus.
Großbreitenbach war 1988/89 Drehort des DEFA-Spielfilms Zwei schräge Vögel sowie der Dokumentationen Blaubeerwald (1990) und Großbreitenbach 100 % (2017) des Regisseurs Gerd Conradt.
Durch den Künstler Gunter Demnig wurde bisher ein Stolperstein in Großbreitenbach verlegt, der Friedrich Gärtner gewidmet ist. Stolpersteine erinnern an das Schicksal der Menschen, die von den Nationalsozialisten verfolgt, ermordet, deportiert, vertrieben oder in den Suizid getrieben wurden.

## Wirtschaft und Verkehr

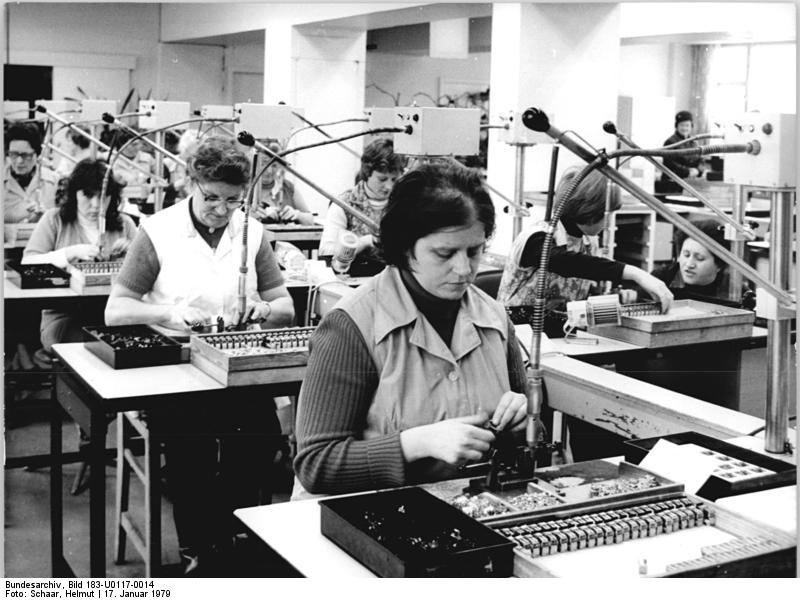
Frauen der Brigade „Fidel Castro“ bei der Montage im VEB Relaistechnik 1979

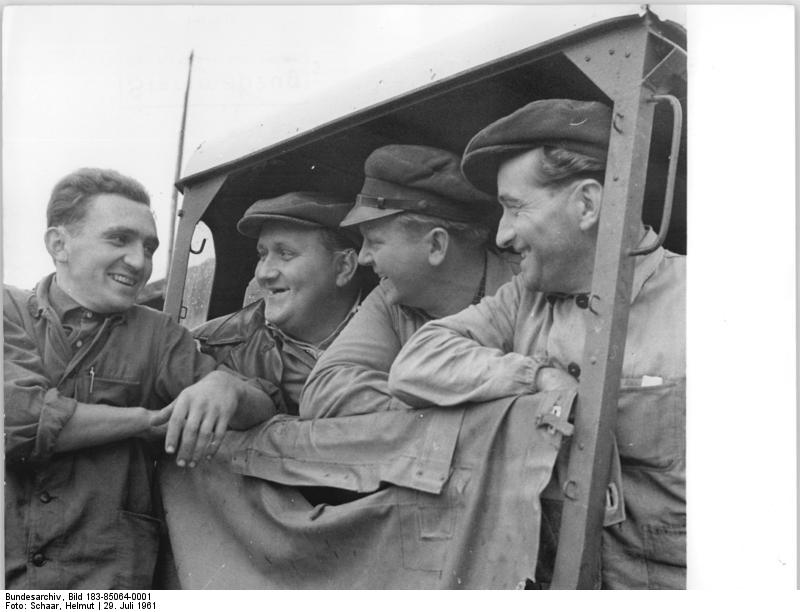
Bauern der MTS-Jugendbrigade „Ruth Krannich“ im Gespräch

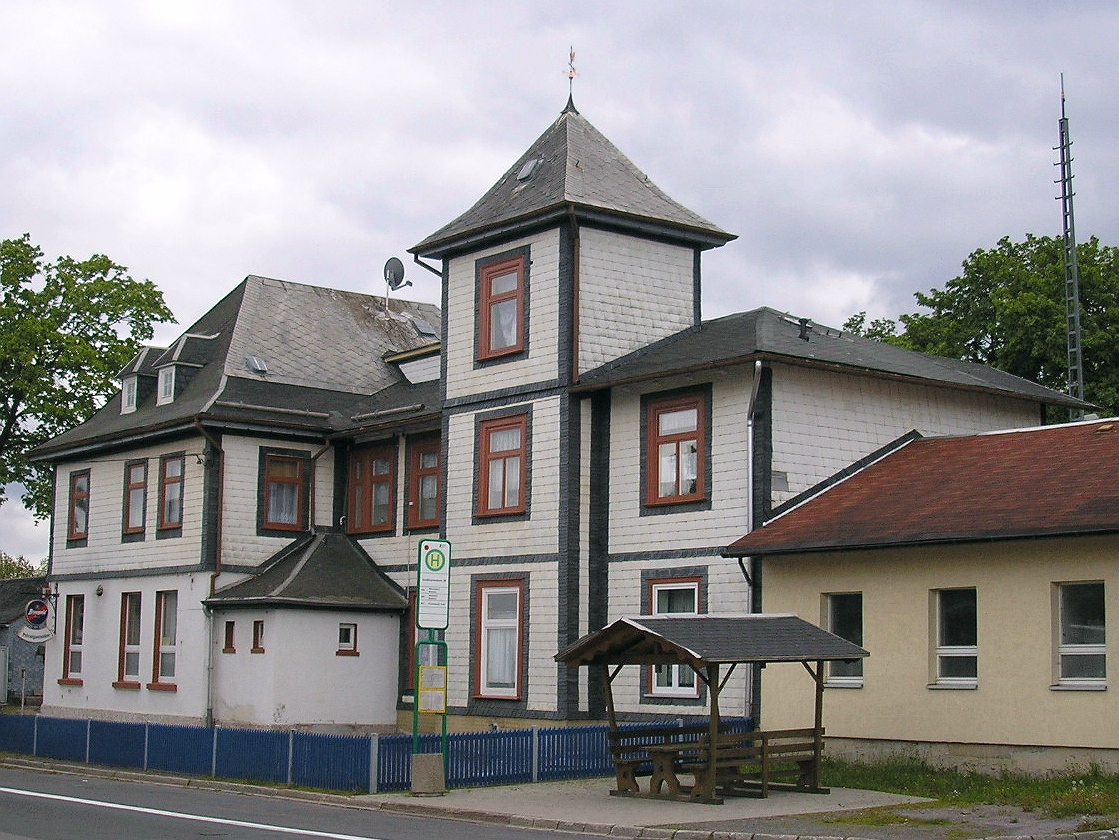
Bahnhof

Früher war der VEB Relaistechnik der wichtigste Arbeitgeber in der Stadt. Heute sind in Großbreitenbach vor allem Unternehmen der Metallindustrie, Kunststoffindustrie und Glasindustrie ansässig, größter Arbeitgeber ist Wiegand-Glas mit den Sparten Glas und PET.
Von Großbreitenbach führen Straßen nach Gehren (Landesstraße 1047), Katzhütte, Böhlen und Altenfeld. Von 1883 bis 1998 war die Stadt Endpunkt der Bahnstrecke Ilmenau–Großbreitenbach.

## Persönlichkeiten

### Ehrenbürger
- Paul von Hindenburg (1847–1934), Generalfeldmarschall[14]
- Johannes Machold (1906–1947), Ehrenbürgerschaft postum für die kampflose Übergabe der Stadt im Zweiten Weltkrieg
- Max Kahl (1882–1956), Ehrenbürgerschaft postum für die kampflose Übergabe der Stadt im Zweiten Weltkrieg
- Ernst Macholdt (1898–1973), Ehrenbürgerschaft postum für die kampflose Übergabe der Stadt im Zweiten Weltkrieg
- Joachim Wiegand (* 1935), Unternehmer, Gründer der Neue Glaswerke Großbreitenbach GmbH
- Konrad Wiegand (1937–2021), Unternehmer, Gründer der Neue Glaswerke Großbreitenbach GmbH
- Peter Sendel (* 1972), Biathlet, Olympiasieger und Weltmeister

### Söhne und Töchter des Ortsteils
- Johann Christoph Kiesewetter (1666–1744), Weimarer Pädagoge
- Gotthelf Greiner (1794–1874), Porzellanfabrikant und Abgeordneter
- Heinrich Kleffel (1811–1896), Oberbürgermeister von Tilsit
- Carl Emmerling (1813–1883), Geistlicher und Abgeordneter im Erfurter Unionsparlament 1850
- Wilhelm Bock (1846–1931), sozialdemokratischer Politiker, Reichstagsabgeordneter
- Max Bühl (1866–1918), Besitzer der Porzellanfabrik Bühl & Söhne in Großbreitenbach und Mitglied des Schwarzburg-Sondershäuser Landtags
- Arno Voigt (1895–1986), Glasmacher, Kommunist, KPD-Landtagsabgeordneter
- Kurt Menger (1908–1989), Politiker (DBD)
- Friedrich-Karl Winkler (1925–1994), Jurist, Hochschullehrer und Rechtsanwalt
- Karl Metzner (1927–2018), evangelischer Pfarrer
- Klaus Fröhlich (1937–2014), Physiker
- Jürgen Grundler (* wahrscheinlich 1955), Biathlet
- Jürgen Wirth (* 1965), Biathlet
- Janet Klein-Filbrich (* 1977), Biathletin, Europameisterin

### Persönlichkeiten, die vor Ort gewirkt haben
- Gotthelf Greiner (1732–1797), Glasmacher, Begründer der Porzellanfabrikation in Thüringen
- Friedrich Wilhelm Delkeskamp (1794–1872), Maler und Kupferstecher, lebte 1815 in Großbreitenbach, wo er die Porzellanmalerei erlernte
- Carl Bühl (1839–1898), Besitzer der ehemals Greiner’schen Porzellanfabrik in Großbreitenbach und Mitglied des Schwarzburg-Sondershäuser Landtags
- Paul Sauerbrey (1876–1932), Politiker (SPD, USPD), wirkte von 1907 bis 1911 als Bezirksarbeiter- und Gewerkschaftssekretär für Großbreitenbach und Umgebung
- Roland Hoffmann (* 1938), emeritierter Landesbischof der Evangelisch-Lutherischen Kirche in Thüringen, 1965 bis 1976 Pfarrer in der Kirchengemeinde Großbreitenbach
- Gerd Conradt (* 1941), Regisseur, drehte in und um Großbreitenbach die Dokumentationen Blaubeerwald (1990) und Großbreitenbach 100 % (2017)
- Petra Enders (* 1965), Politikerin, 2004 bis 2012 Mitglied des Thüringer Landtags, seit dem 1. Juli 2012 Landrätin des Ilm-Kreises
- Manuela Henkel (* 1974), Skilangläuferin, Olympiasiegerin und Weltmeisterin
- Andrea Henkel (* 1977), Biathletin, Olympiasiegerin und Weltmeisterin